# Weißbrustnonne
Die Weißbrustnonne (Heteromunia pectoralis), auch Weißbrust-Schilffink, Weißbrust-Schilfamadine, Weißbrüstiger Schilffink oder Weißbrust-Schilfnonne genannt, ist eine Art aus der Familie der Prachtfinken und die einzige rezente Art der Gattung der Weißbrustnonnen (Heteromunia). Es werden keine Unterarten unterschieden. Die IUCN führte die Art eine Zeit lang als eine in geringem Ausmaß gefährdete Art (near threatened), hat diese Einstufung aber zu ungefährdet geändert, nachdem sich gezeigt hat, dass die Populationszahlen höher sind als ursprünglich angenommen.

## Beschreibung
Die Weißbrustnonne erreicht eine Körperlänge von zwölf Zentimetern. Die Färbung der Oberseite ist individuell sehr variabel. Die Männchen haben tiefschwarzes Gefieder an Kopfseiten und Kehle. Die Körperoberseite ist bräunlich silbergrau mit kleinen weißen Flecken an den Flügeldecken und inneren Armschwingen. Die Vorderbrust ist weiß und wirkt durch die schwarzen Querbinden der einzelnen Federn weiß geschuppt. Die übrige Unterseite ist weinrötlich-grau. Die Unterschwanzdecken haben schwärzlich und weiß gebänderte Federspitzen. Die Augen sind dunkelbraun und der Schnabel ist hell blaugrau. Die Füße und Läufe sind fleischfarben.
Den Weibchen fehlt das tiefschwarze Gefieder an den Kopfseiten und der Kehle. Sie sind an diesen Stellen bräunlich gefärbt. Jungvögel sind braungrau mit einer dunkleren Körperoberseite.

## Verbreitung und Lebensweise
Das Verbreitungsgebiet der Weißbrustnonne ist das Northern Territory Australiens von der Kimberley-Region um Derby im Bundesstaat Western Australia bis ins nordwestliche Queensland. Ihr Lebensraum sind ausgedehnte Grasflächen ohne höhere Vegetation. Sie meidet feuchte Sumpfgebiete und kommt bevorzugt in der Trockensteppe vor, die mit vereinzelten niedrigen Büschen bestanden ist. Im Süden des Verbreitungsgebietes kommt sie auch in Spinifex-Gebieten vor. Sie besiedelt damit auch echte Halbwüsten. Diese werden in Australien sonst nur von der Gemalten Amadine besiedelt. Obwohl nicht näher mit der Gemalten Amadine und anderen trockenlandbewohnenden Prachtfinken verwandt, zeigt sie einige Verhaltensweisen, die denen dieser Arten gleichen. So sind für die Weißbrustnonnen unregelmäßige Wanderungen, ein grundsätzlich nur sporadisches Vorkommen und große Populationsschwankungen charakteristisch. In Zeiten großer Trockenheit schließt sie sich zu größeren, nomadisierenden Schwärmen zusammen und ist dann gelegentlich auch mit Schwärmen von Braunbrustnonnen und Gilbnonnen locker vergesellschaftet.
Die Brutzeit fällt in die zweite Hälfte der Regenzeit und kann in Abhängigkeit von dem Einsetzen und der Ergiebigkeit der Niederschläge stark schwanken. Die stets am Boden stattfindende Balz weicht stark von der der verwandten Prachtfinken ab und weist Merkmale auf, die der Balz der Gemalten Amadine gleichen. Das Männchen pickt während der Balz häufig kleine Steine oder Holzstücke auf, die es allerdings sofort wieder fallen lässt, und bewegt sich mit seitlich trippelnden und hüpfenden Schritten im Halbkreis um das Weibchen. Das Nest wird in unmittelbarer Bodennähe errichtet. Das Gelege umfasst vier bis sechs Eier.

## Haltung
Die Weißbrustnonne wurde in den 1870er Jahren erstmals nach Europa eingeführt. Die Importzahlen waren jedoch immer niedrig und in den Jahren nach dem Zweiten Weltkrieg zählte sie zu den australischen Prachtfinkenarten, die am seltensten in Europa gehalten wurden. Nach wie vor zählen Weißbrustnonnen zu den ausgesprochenen Raritäten und werden seltener gehalten als andere australische Prachtfinken.

## Belege

### Einzelbelege
1. ↑   BirdLife Factsheet, aufgerufen am 26. Juni 2010.
2. ↑   Nicolai et al., S. 217.
3. ↑   Nicolai et al., S. 218.
4. ↑   Nicolai et al., S. 219.